# Helga Gnauer
Helga Gnauer (ur. 9 października 1929 w Wiedniu, zm. 24 stycznia 1990 w Kreuttal) – austriacka florecistka, brązowa medalistka mistrzostw świata.
Podczas mistrzostw świata w Paryżu w 1957 roku Austriaczki w składzie: Waltraud Ebert, Helga Gnauer, Maria Grötzer, Luise Gruss, Helga Kathlein i Ellen Preis zdobyły drużynowo brązowy medal. Był to jej jedyny medal wywalczony w zawodach tego cyklu.
Wystartowała na igrzyskach olimpijskich w Rzymie w 1960 roku, odpadając w pierwszej rundzie turnieju indywidualnego. W turnieju drużynowym była dziewiąta. Były to jej jedyne starty olimpijskie.
Na arenie krajowej zdobyła złoty medal drużynowo w 1955 roku. Indywidualnie była druga w 1955 roku i trzecia dwa lata później.